# Golazo
Golazo Sports SA ist ein international tätiges belgisches Unternehmen, das im Sportmarketing tätig ist und 1990 vom ehemaligen Leichtathleten Bob Verbeeck gegründet wurde. Neben Flanders Classics ist es der wichtigste Radsport-Veranstalter in Belgien, betätigt sich aber auch in anderen Sportarten. Der Sitz des Unternehmens ist im Ortsteil Paal der Gemeinde Beringen.

## Geschichte
Bei seiner Gründung hieß das Unternehmen zunächst CIS (Consultancy in Sports). 2000 ging es eine Partnerschaft mit der Tochterfirma Octagon der US-amerikanischen Interpublic Group of Companies ein und nannte sich Octagon CIS. 2008 erhielt Verbeecke die volle Kontrolle über das Unternehmen zurück, seitdem trägt es den heutigen Namen Golazo.
Golazo berät andere Unternehmen beim Aufstellen betrieblicher Gesundheitsprogramme und vertreibt Sport-Apps für mobile Geräte. Darüber hinaus tritt Golazo als Veranstalter in Breitensport und Leistungssport auf. Nach eigenen Angaben hatte das Unternehmen 2023 einen Umsatz von rund 130 Millionen Euro.

## Sportveranstaltungen

### Radsport
Im belgischen Straßenradsport ist Golazo unter anderem Organisator der Baloise Belgium Tour, der Renewi Tour, von Classic Brugge-De Panne und weiterer im Lotto Cycling Cup vereinigter Eintagesrennen. 2023 vereinbarte Golazo eine Zusammenarbeit mit der Confédération Africaine de Cyclisme, dem afrikanischen Radsportverband, zur Unterstützung des Sports in Afrika. Dazu gehört auch die Ausrichtung der Straßenradsport-Weltmeisterschaften 2025 in Kigali, zusammen mit der französischen ASO.
Im Cyclocross ist das Unternehmen seit mindestens 2007 Organisator der Trofee Veldrijden, die nach mehreren Namenswechseln derzeit X²O Badkamers Trofee heißt. 2019, mit der Übernahme von SportIDee, übernahm man auch die Serie Brico Cross, inzwischen Exact Cross genannt. Bei der Bewerbung um die Ausrichtung des UCI-Cyclocross-Weltcups musste man allerdings Flanders Classics den Vortritt lassen.
Im Gravelrennen organisiert Golazo seit 2022 im Auftrag des Radsport-Weltverbands UCI die UCI Gravel World Series und wurde mit der Organisation der Gravel-Weltmeisterschaften 2024 und der Europameisterschaften 2026 beauftragt.

### Leichtathletik
Im Leichtathletik-Bereich steht Golazo hinter der Organisation mehrerer Marathons, so dem Brüssel-Marathon, dem Eindhoven-Marathon und dem Rotterdam-Marathon. 2016 wurde eine Partnerschaft mit dem Düsseldorf-Marathon abgeschlossen, die 2024 wieder aufgelöst wurde. Seit 2018 ist das Unternehmen am ISTAF Berlin beteiligt.

### Hockey
Golazo war im Auftrag des belgischen Hockeyverbands KBHB für die Organisation der Feldhockey-Europameisterschaft der Herren 2019 verantwortlich und soll dies auch für den belgischen Anteil der Hockey-Weltmeisterschaft 2026 sein.